# Jan Węgierski (zm. 1612/1613)
Jan Węgierski herbu Wieniawa (zm. w 1612/1613 roku) – sędzia ziemski wieluński w latach 1597–1612, surogator ostrzeszowski w latach 1588–1597.
Poseł na sejm 1611 roku z ziemi wieluńskiej, komisarz sejmowy do granic (ze Śląskiem).